# Vilar
A Vilar - Vilarinho e Moura Ltd. Fundada em 1922 Sob a sigla FNB (Fábrica Nacional de Bicicletas), sediada  na Rua do Bonjardim, 826/828, Porto - Portugal. Foi o 1º fabricante Português de Bicicletas e Motocicletas.  
Começou fabricando bicicletas completas  e acessórios de substituição, nomeadamente, cubos, aros e raios.
Nos anos 30 já com cerca de dez anos de experiência e muito implementada no mercado, começou a fornecer acessórios e até quadros a outras marcas que iam surgindo contribuindo para o rápido sucesso e crescimento da marca.
Em 1930 a Vilar conseguiu obter licenças de produção da chamada nova indústria, tendo já na mira a construção de motos.
Nesta altura ainda não havia fabricantes de motos ou motores em Portugal o que levou a marca a prospeccionar o mercado estrangeiro com o fim de obter  motores fiáveis e quadros para equipar as suas motos, o intuito era construir motos fiáveis a preços acessíveis, construindo riqueza para o país e criando emprego.
O mercado de motocicletas encontrava-se em forte expansão em Portugal, através de importação muito forte de marcas com muita qualidade, como a BMW, DKW, Norton, Triumph Motorcycles, BSA, AJS, Coventry Eagle, Matchless, Ariel entre outras.
Devido a estes fatos, a Vilar tinha que ser muito rápida a lançar as suas motos, é então que Ílidio Vilarinho parte para Inglaterra na busca de um motor fiável e de fácil adaptação aos seus quadros, ou eventualmente quadros completos, tendo conhecido diversas marcas inglesas equipadas com o famoso motor Villiers. 
Só em 1949 a Vilar fabricou seu primeiro modelo, a famosa Vilar 125cc. Segundo se consta só terão sido fabricadas 4 motos do 1º modelo, com motor Villiers de dois escapes com 122cm³, com a suspensão da frente em aço estampado com uma única mola central e traseira rígida.
A Vilar a partir deste ano, lançou muitos modelos de sucesso em Portugal até o fechamento da empresa em 1980.
- motosdeportugal.com - Vilar no site "Motos de Portugal" - base de Dados de Marcas de Motos Portugueses